# Jäkl Antal
Jäkl Antal (Siklós, 1971. november 18.) labdarúgó, védekező középpályás, jelenleg a DAC UP FC játékosa.

## Pályafutása
A Beremendi Építők csapatában kezdte a labdarúgást. Szerepelt a Kaposvári Honvéd csapatában is, majd 1993-ban Pécsett lett élvonalbeli labdarúgó. 1997 és 2003 között Dunaújvárosban játszott és itt érte el pályafutása legnagyobb sikerét: az 1999-2000-es idényben bajnokok lettek. 2003 óta a Győri ETO középpályása. 2008 februárjában játszotta 300. NB-I-es mérkőzését, hazai pályán a Nyíregyháza ellen, ahol 5-0-s győri siker született.

## Sikerei, díjai
- Magyar bajnokság
  - bajnok: 1999-2000 (Dunaferr SC)